# Mikroregion Radonicko
Mikroregion Radonicko je dobrovolný svazek obcí v okresu Chomutov, jeho sídlem jsou Radonice a jeho cílem je podpora regionálního rozvoje. Sdružuje celkem 6 obcí a byl založen v roce 2000.

## O Mikroregionu Radonicko
Mikroregion Radonicko má velmi bohatou hornatou krajinu s výskytem chráněných druhů živočichů (rezervace Doupovské hory), historii sahající až do 12. století a v neposlední řadě spoustu zajímavých památek. Do mikroregionu patří obce Radonice, Mašťov, Vilémov, Krásný Dvůr, Libědice a Veliká Ves.

## Historie
Jak už bylo zmíněno, historie mikroregionu sahá až do 12. století, kdy se začali v kraji usazovat lidé. Nejvíce obyvatele mikroregionu živilo dobytkářství a zemědělství, proslulé zde bylo však i pěstování včel či ovsa.

## Zajímavost
Přes mikroregion vede železniční dráha, která jezdila od 9. listopadu 1922 (mezi Vilémovem a Doupovem obsahovala sedm zastávek). Trať zanikla v důsledku nedostatku cestujících, avšak v současné době vlak na této trati uvidíme (díky hnutí Doupovská dráha).

## Statistické údaje
V mikroregionu ke dni 28. únoru 2005 žilo 3 323 obyvatel. Z vývojové struktury Radonicka vyplývá, že obyvatelstvo zde stárne. Nezaměstnanost v mikroregionu je poměrně vysoká (20,11 %).

## Obce sdružené v mikroregionu
- Mašťov
- Radonice
- Vilémov
- Veliká Ves
- Krásný Dvůr
- Libědice